# Jonathan Neale
Jonathan Neale (ur. 19 sierpnia 1962) – brytyjski inżynier.

## Życiorys
Jonathan Neale w 1984 roku otrzymał dyplom z wyróżnieniem z fizyki po studiach w University of Nottingham. Dołączył do firmy Defence & Control Systems należącej do formy Philips, gdzie pracował nad projektem półprzewodników i elektronicznych systemów bojowych dla okrętów podwodnych i nawodnych. Po przejęciu firmy przez Thomson-CSF, w 1991 roku przeniósł się do BAE Systems, gdzie pracował jako projektant samolotu turbośmigłowego. Został dyrektorem operacyjnym odrzutowców regionalnych. W 1999 roku został dyrektorem zarządzającym programu samolotu BAE Hawk. W latach 90. otrzymał tytuł Master of Business Administration i brał udział w programie Top Management Programme. W 2001 roku przeniósł się do zespołu McLaren, gdzie objął stanowisko dyrektora operacyjnego, po czym w kwietniu 2004 roku awansował na stanowisko dyrektora zarządzającego. W 2014 roku został tymczasowym szefem zespołu. Pracuje w organizacji Institute of Directors, w której zajmuje się organizacją, zarządzaniem ogólną strategią techniczną i operacyjną zespołu.